# El Casino (Sant Andreu de la Barca)
El Casino és una obra del municipi de Sant Andreu de la Barca (Baix Llobregat) inclosa en l'Inventari del Patrimoni Arquitectònic de Catalunya.

## Descripció
Es tracta d'un cercle cultural que ha sofert modificacions a la façana d'entrada i a la part inferior del frontó. El frontó segueix un perfil curvilini propi del barroc. Les finestres que apareixen a primer terme són d'arc de mig punt amb les vidrieres originals.